# Magenlymphknoten
Die Magenlymphknoten (Lymphonodi gastrici) sind an der kleinen Kurvatur des Magens gelegene Lymphknoten bei Säugetieren. Sie sind Filterstation für die Lymphe des Magens, bei den Haustieren auch der Leber, des Zwölffingerdarms und des Endabschnitts der Speiseröhre. Bei Pferden und Schweinen erhalten sie durch das Zwerchfell auch Zuflüsse von Lunge und Mediastinum.
Vergleichend-anatomisch gehören die Magenlymphknoten zum Bauchhöhlenlymphzentrum (Lymphocentrum coeliacum). Beim Menschen unterscheidet man linke und rechte Magenlymphknoten (Lymphonodi gastrici sinistri und dextri). Bei Wiederkäuern unterscheidet man rechte Pansenlymphknoten (Lymphonodi ruminales dextri), die in der rechten Pansenlängsfurche liegen, linke Pansenlymphknoten (Lymphonodi ruminales sinistri) in der linken Pansenlängsfurche, vordere Pansenlymphknoten (Lymphonodi ruminales craniales) im Sulcus cranialis des Pansens, Netzmagenlymphknoten (Lymphonodi reticulares), die rechts-oben am Netzmagen liegen, Blättermagenlymphknoten (Lymphonodi omasiales) an der Arteria gastrica sinistra oben am Blättermagen, Pansen-Labmagen-Lymphknoten (Lymphonodi ruminoabomasiales) an der Berührungsfläche von Pansen und Labmagen, Netzmagen-Labmagenlymphknoten (Lymphonodi reticuloabomasiales) an den Berührungsflächen der vier Magenabteilungen sowie die oberen und unteren Labmagenlymphknoten (Lymphonodi abomasiales dorsales und ventrales) an der kleinen Krümmung des Labmagens.
Der Abfluss erfolgt vor allem über die Bauchhöhlenlymphknoten (Lymphonodi coeliaci) und dann über einen kurzen Lymphsammelstamm (je nach Tierart Truncus visceralis, Truncus coeliacus oder Truncus gastricus) in die Lendenzisterne. 